# (464497) 2016 BL70
(464497) 2016 BL70 es un asteroide perteneciente al cinturón de asteroides, descubierto el 28 de abril de 2008 por el equipo Mount Lemmon Survey desde el Observatorio Nacional de Kitt Peak (Arizona, Estados Unidos).